# Nofech
Nofech (hebr. מבוא מודיעים) – wieś położona w Samorządzie Regionu Chewel Modi’in, w Dystrykcie Centralnym, w Izraelu.

## Historia
Osada została założona w 1949 przez imigrantów z Afryki Północnej.

## Komunikacja
Na zachód od moszawu przebiega droga ekspresowa nr 40 (Kefar Sawa-Ketura).